# Most Girls
Most Girls este cel de-al doilea single de pe albumul de debut Can't Take Me Home a cântăreței americane P!nk și a fost lansat în anul 2000. A ajuns pe locul patru în Billboard Hot 100, numărul unu în Australia, unde a fost certificat cu platină, numărul doi în Noua Zeelandă și numărul cinci în Marea Britanie.
Most Girls a fost hitul cu cea mai mare clasare după lansare în SUA ca artist solo. MTV Asia a spus că Most Girls este o piesă care prinde foarte repede la public și care are toate caracteristicile necesare pentru a ajunge pe un loc mare într-un top.